# باشگاه فوتبال اولم ۱۸۴۶
باشگاه فوتبال اس‌اس‌وی اُلم ۱۸۴۶ یک باشگاه فوتبال آلمانی است که در شهر اولم و ایالت بادن-وورتمبرگ قرار دارد. این باشگاه در سال ۱۸۴۶ میلادی تشکیل شد.
بزرگترین موفقیت این باشگاه صعود به بوندس‌لیگا ۱ در فصل ۱۹۹۹–۱۹۹۸ بوده‌است، اولم ۱۸۴۶ تنها یک فصل در بوندس‌لیگا ۱ بازی کرد. اولم ۱۸۴۶ همچنین هشت فصل را در بوندس‌لیگا ۲ بین فصل‌های ۸۰–۱۹۷۹ و ۰۱–۲۰۰۰ سپری کرده‌است.

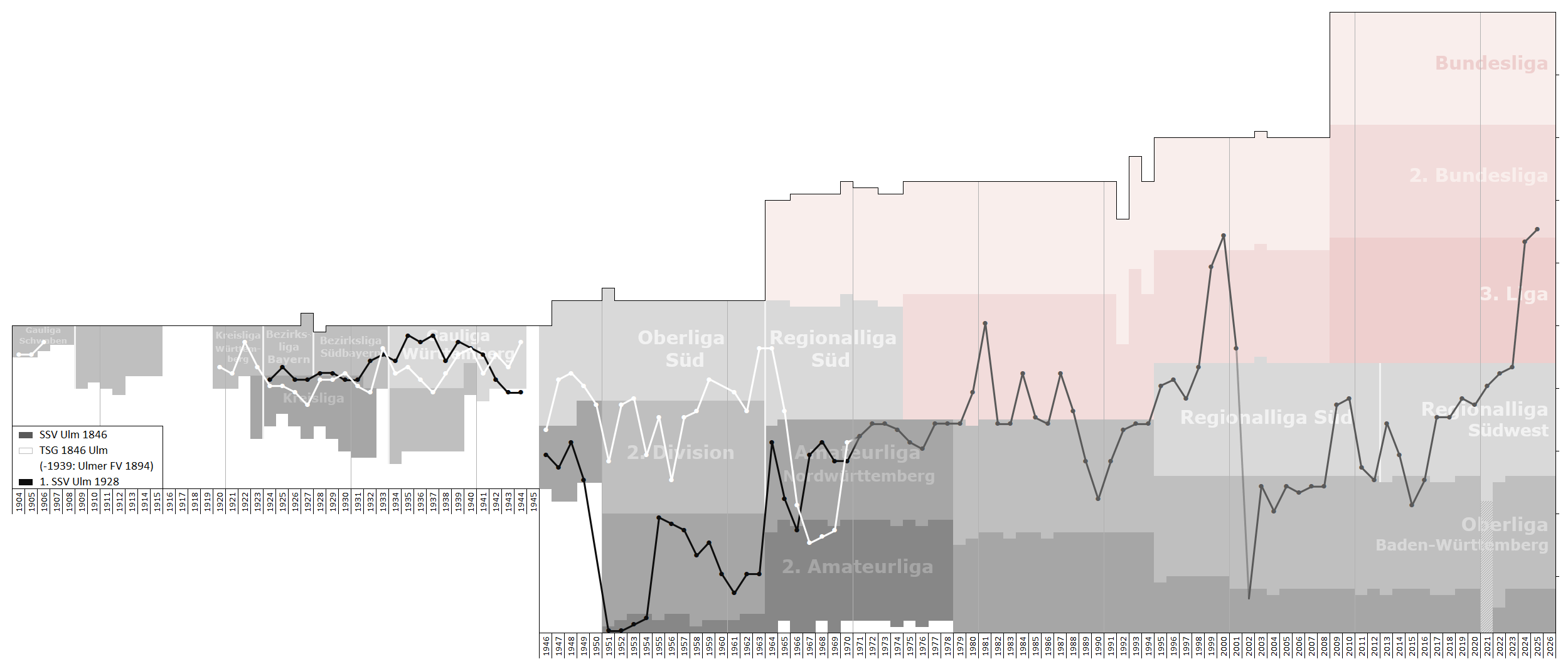
نمودار تاریخی عملکرد اس‌اس‌وی اُلم ۱۸۴۶ در لیگ‌های مختلف پس از جنگ جهانی دوم

لوگوی اس‌اس‌وی اُلم ۱۸۴۶